# آخونوو (شهرستان سالاواتسکی، باشقیرستان)
آخونوو (انگلیسی: Akhunovo, Salavatsky District, Republic of Bashkortostan) یک شهرک در شهرستان سالاواتسکی استان باشقیرستان کشور روسیه است.